# Famiglie di passeriformi
Elenco delle famiglie di Passeriformes

## A
- Acanthisittidae (4 specie)
- Acanthizidae (65 specie)
- Acrocephalidae (61 specie)
- Aegithalidae (13 specie)
- Aegithinidae (4 specie)
- Alaudidae (97 specie)
- Artamidae (24 specie)
- Atrichornithidae (2 specie)

## B
- Bernieridae  (11 specie)
- Bombycillidae (3 specie)
- Buphagidae  (2 specie)

## C
- Calcariidae (6 specie)
- Callaeidae (5 specie)
- Campephagidae (93 specie)
- Cardinalidae (53 specie)
- Certhiidae (11 specie)
- Cettiidae (31 spp.)
- Chaetopidae (2 specie)
- Chloropseidae (11 specie)
- Cinclidae (5 specie)
- Cisticolidae (158 specie)
- Climacteridae (7 specie)
- Cnemophilidae (3 specie)
- Conopophagidae (11 specie)
- Corcoracidae (2 specie)
- Corvidae (130 specie)
- Cotingidae (66 specie)

## D
- Dasyornithidae (3 specie)
- Dicaeidae (48 specie)
- Dicruridae (25 specie)
- Donacobiidae (1 specie)
- Dulidae (1 specie)

## E
- Elachuridae (1 specie)
- Emberizidae (44 specie)
- Erythrocercidae (3 specie)
- Estrildidae (141 specie)
- Eulacestomidae (1 specie)
- Eupetidae (1 specie)
- Eurylaimidae (20 specie)

## F
- Formicariidae (12 specie)
- Fringillidae (219 specie)
- Furnariidae (307 specie)

## G
- Grallariidae (51 specie)

## H
- Hirundinidae (88 specie)
- Hyliotidae (4 specie)
- Hylocitreidae  (1 specie)
- Hypocoliidae (1 specie)

## I
- Icteridae (108 specie)
- Ifritidae (1 specie)
- Irenidae (2 specie)

## L
- Laniidae (33 specie)
- Leiothrichidae (133 specie)
- Locustellidae (59 specie)

## M
- Machaerirhynchidae (2 specie)
- Macrosphenidae (18 specie)
- Malaconotidae (50 specie)
- Maluridae (29 specie)
- Melampittidae (2 specie)
- Melanocharitidae (10 specie)
- Melanopareiidae (4 specie)
- Meliphagidae (184 specie)
- Menuridae (2 specie)
- Mimidae (34 specie)
- Modulatricidae (3 specie)
- Mohoidae (5 specie)
- Mohouidae (3 specie)
- Monarchidae (99 specie)
- Motacillidae (67 specie)
- Muscicapidae (321 specie)

## N
- Nectariniidae (143 specie)
- Neosittidae (3 specie)
- Nicatoridae (3 spp.)
- Notiomystidae (1 specie)

## O
- Oreoicidae (3 specie)
- Oriolidae	(38 specie)
- Orthonychidae (3 specie)

## P
- Pachycephalidae (54 specie)
- Panuridae (1 specie)
- Paradisaeidae (41 specie)
- Paramythiidae (2 specie)
- Pardalotidae (4 specie)
- Paridae (61 specie)
- Parulidae (115 specie)
- Passeridae (51 specie)
- Pellorneidae (69 specie)
- Petroicidae (47 specie)
- Peucedramidae (1 specie)
- Phylloscopidae (77 specie)
- Picathartidae (2 specie)
- Pipridae (52 specie)
- Pittidae (33 specie)
- Pityriaseidae (1 specie)
- Platysteiridae (33 specie)
- Ploceidae (109 specie)
- Pnoepygidae (5 specie)
- Polioptilidae (17 specie)
- Pomatostomidae (5 specie)
- Prionopidae (8 specie)
- Promeropidae (2 specie)
- Prunellidae (13 specie)
- Psophodidae (16 specie)
- Ptiliogonatidae(4 specie)
- Ptilonorhynchidae (20 specie)
- Pycnonotidae (151 specie)

## R
- Regulidae (6 specie)
- Remizidae (11 specie)
- Rhagologidae (1 specie)
- Rhinocryptidae (57 specie)
- Rhipiduridae (50 specie)

## S
- Scotocercidae (1 specie)
- Sittidae (28 specie)
- Stenostiridae (9 specie)
- Sturnidae (123 specie)
- Sylviidae (70 specie)

## T
- Tephrodornithidae
- Thamnophilidae (228 specie)
- Thraupidae (372 specie)
- Tichodromidae (1 specie)
- Timaliidae (56 specie)
- Tityridae (45 specie)
- Troglodytidae (84 specie)
- Turdidae (171 specie)
- Tyrannidae (427 specie)

## U
- Urocynchramidae (1 specie)

## V
- Vangidae (21 specie)
- Viduidae (20 specie)
- Vireonidae (63 specie)

## Z
- Zosteropidae (128 specie)